# Vlag van Bennebroek

Vlag van de gemeente Bennebroek
(1981-2009)

De vlag van Bennebroek is op 13 april 1972 per raadsbesluit vastgesteld als de gemeentelijke vlag van de Noord-Hollandse gemeente Bennebroek. De vlag kan als volgt worden beschreven:
Drie banen van rood, geel en rood, met een hoogteverhouding van 5:2:5.
De vlag is gelijk aan het gemeentewapen.
Het gemeentelijk dundoek bleef tot 1 januari 2009 in gebruik, op die dag is de gemeente opgegaan in de gemeente Bloemendaal waardoor het gebruik hiervan als gemeentevlag is komen te vervallen.

## Verwante afbeelding

Wapen van Bennebroek

Akersloot
· Andijk
· Anna Paulowna 
· Assendelft 
· Beemster 
· Bennebroek 
· Blokker 
· Broek in Waterland 
· Bussum 
· Callantsoog 
· Edam 
· Egmond 
· Egmond aan Zee 
· Egmond-Binnen 
· Graft-De Rijp 
· 's-Graveland 
· Haarlemmerliede en Spaarnwoude 
· Harenkarspel 
· Heerhugowaard 
· Hensbroek 
· Hoogwoud 
· Ilpendam 
· Jisp 
· Krommenie 
· Langedijk 
· Limmen 
· Marken 
· Midwoud 
· Monnickendam 
· Muiden 
· Naarden 
· Nederhorst den Berg 
· Nibbixwoud 
· Niedorp 
· Noorder-Koggenland 
· Obdam 
· Opperdoes 
· Schermer 
· Schermerhorn 
· Schoorl 
· Sint Maarten 
· Terschelling 
· Terschelling en Vlieland 
· Twisk 
· Venhuizen 
· Vlieland 
· Warmenhuizen
· Weesp
· Wervershoof 
· Wester-Koggenland 
· Westwoud 
· Westzaan 
· Wieringen 
· Wieringermeer 
· Wijdewormer 
· Wognum 
· Wormer 
· Wormerveer 
· Zaandam 
· Zaandijk 
· Zeevang 
· Zijpe